# メルクリケラトプス
メルクリケラトプス (Mercuriceratops) は現在の北アメリカ大陸に生息したケラトプス類に属する恐竜。白亜紀後期カンパニアン期（約7700万年前）に生息した。アメリカ・モンタナ州のジュディスリバー累層およびカナダ・アルバータ州のダイナソーパーク累層から発見されている。マーストリヒチアン期以前のものでカナダとアメリカ双方から発見されたケラトプス類としては初であり、またカナダのカスモサウルス亜科としても最古のものである。

## 発見と命名
2007年、民間企業であるトリーボルド・パレオントロジーがモンタナ州ファーガス郡でフリルの一部を見つけた。
それは2014年、ライアンらによって 模式種 メルクリケラトプス・ゲミニMercuriceratops gemini と名づけられた。属名は、角竜類に特有のフリルからローマ神話の神の使いであるメルクリウス （マーキュリー、Mercury）の羽根つきヘルメットを彷彿とさせることに因み、｢メルクリウスのケラトプス（角の顔）｣を意味する。ケラトプス ”ceratops” は慣習的に角竜類にしばしば与えられがちである。種小名はふたご座を意味し、別々の場所から発見された（後述）同種の別個体の同じ部分の標本について言及している。マーキュリー Mercury には水星の意味もあるが、ふたご座と共に天体と神話に関係しているのは記載者のユーモアである。
メルクリケラトプス・ゲミニは、ジュディスリバー累層上部とダイナソーパーク累層下部から産出した二つの鱗状骨のみで知られている。これら地層は層序的にどちらもだいたい同じ時代、カンパニアン中期（約7700万年前）のものと思われる。 ホロタイプ、 ROM 64222 はトリーボルド・パレオントロジーによってジュディスリバー累層から発見されたもので、断片的な右の鱗状骨である。恐らく亜成体の個体のものであると思われる。それはロイヤルオンタリオ博物館に送られた。2つ目の標本、UALVP 54559も断片的な右の鱗状骨だった。わずかだがホロタイプより大きく恐らくより高齢の個体であったと思われる。それはアルバータ大学の化石プレパレーターであるスーザン・オーウェンケイジェンによって発見された。発見場所はダイナソーパーク累層であるが、ホロタイプの発見場所から380kmの距離だった。また UALVP 54559に関して、近くで上眼窩角も発見されているのだがこれは鱗状骨と繋がっていなかった為メルクリケラトプスのものとは言い切れず、記載されなかった。

## 記載
メルクリケラトプスは中型の角竜で、全長は4m、体重は1tに達した。ホロタイプの鱗状骨の長さは 793mmである。
2014年、ライアンらは一つの固有派生形質を標本から見出し、提唱した。その鱗状骨は垂直な三角形で、先細りになると共に狭くなり、棒状の縁鱗状骨を有する。そして通常のカスモサウルス亜科がそうであるようにトリケラトプスのフリルのように縁が丸みを帯びている。
縁鱗状骨は少なくとも6つ、多くて8つ存在した。鱗状骨の構造に基づき、フリルにはかなり大きな開口部が存在したものと推測される。
メルクリケラトプスはカスモサウルス亜科に分類されている。そのグループとしてはカナダでは最古のものであり、またアメリカとカナダの双方で見つかったマーストリヒチアン期以前のケラトプス類としては史上初のものでもある。そのことは、メルクリケラトプスの鱗状骨がセントロサウルス亜科の原始的な長方形のそれからより進化した三角形のそれへと移行する途中の中間型である事を示唆するようにも思える。しかし記載者は若いセントロサウルス亜科の個体発生においてそのような移行時期が見られないことからその説を否定している。